# Каплан, Анатолий Львович
Анатолий (Та́нхум) Львович Каплан (10 января 1903, г. Рогачёв, Могилёвская губерния — 3 июля 1980, Ленинград) — советский еврейский художник.

## Биография
Родился в городе Рогачёве Могилевской губернии 10 января 1903 года. В юности подрабатывал изготовлением вывесок, преподавал рисование в школе. Учился в Высшем художественно-техническом институте (ВХУТЕИН) в Петрограде-Ленинграде (1921—1927) у Г. С. Верейского и А. А. Рылова. Жил в Ленинграде. В 1937—1940 годах работал в экспериментальной литографической мастерской Ленинградского отделения Союза художников (руководитель — Г. С. Верейский).
В 1950—1951 годах работал главным художником Ленинградского завода стекла.
Творчество Анатолия Каплана на протяжении всей жизни было тесно связано с еврейским фольклором и литературой на идише, ему принадлежат иллюстрации к произведениям целого ряда еврейских писателей, в том числе классиков еврейской литературы, а также еврейским народным песням.
Похоронен в городе Ленинграде на кладбище Памяти жертв 9-го января.